# Zbójecka Dziura (Pieniny)
Zbójecka Dziura – jaskinia w polskich Pieninach. Ma dwa otwory wejściowe znajdujące się w Pieninach Czorsztyńskich, w zboczach Czubatki, w Zbójeckich Skałkach, w pobliżu Szczeliny w Czubatej Skale, na wysokości 625 m n.p.m. Długość jaskini wynosi 21 metrów, a jej deniwelacja 10 metrów.  Znajduje się na obszarze Pienińskiego Parku Narodowego i jest niedostępna turystycznie.

## Opis jaskini
Jaskinię stanowi pionowy, szczelinowy korytarz łączący otwór dolny z górnym.

## Przyroda
W jaskini można spotkać mleko wapienne. Ściany są suche, brak jest na nich roślinności.

## Historia odkryć
Jaskinia była znana od dawna. Jej plan i opis sporządzili A. Amirowicz, J. Baryła, K. Dziubek i M. Gradziński w 1993 roku.